# SN 1955S
SN 1955S – niepotwierdzona supernowa odkryta 1 kwietnia 1955 roku w galaktyce UGC 9933. W momencie odkrycia miała maksymalną jasność 17,50m.